# Баге
Баге (фр. Bages; кат. Bages de Rosselló) је насељено место у Француској у региону Лангдок-Русијон, у департману Источни Пиринеји.
По подацима из 2011. године у општини је живело 3933 становника, а густина насељености је износила 329,12 становника/km².

## Демографија
| 1962. | 1968. | 1975. | 1982. | 1990. | 2011. |
| ----- | ----- | ----- | ----- | ----- | ----- |
| 1.755 | 1.900 | 2.145 | 2.711 | 3.317 | 3.933 |